# ZIP-FM
ZIP-FM는 일본의 FM방송국으로 아이치현에서 방송을 실시하고 있다.
JFL에 가맹했으며 애칭은 ZIP-FM, 콜사인은 JOQV-FM이다.

## 개요

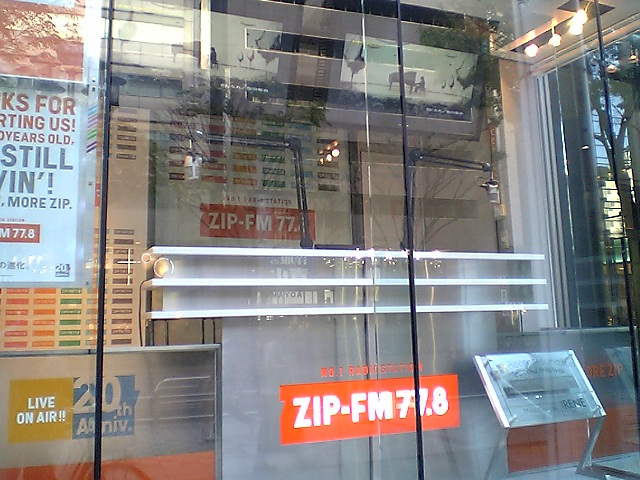
STUDIO LACHIC

- 개국 당시부터 2004년 9월까지 사용한 회사명은 FM나고야였다.
- 「DESIGN YOUR FUTURE」를 슬로건으로 삼고 ZIP-FM에서만 만들 수 있는 프로그램 만들기를 목표로 하고 있다.
- 청취자를 '지피'라고 부르며 J-POP을 Z-POP으로 부른다
- 다른 라디오방송국과 달리 청취자들의 팬네임을 사용하지 않았다.
- 한류붐에 앞서 일본에서 최초로 K-POP을 히트 시켰으며 한국 KBS 스튜디오에서 일본방송국으로 최초로 생방송을 실시했다.
- 나고야에 있는 FM방송국 중 청취율이 가장 높으며 그런 이유로 광고비가 TV 아이치보다 높다고 한다.

## 주파수
- 나고야 방송국:77.8MHz(출력 10kW)
- 도요하시 중계국:77.1MHz(출력 50W)

## 연혁
- 1992년 12월 21일 주식회사 FM나고야 설립.
- 1993년 8월 2일 시험 전파 발사
- 1993년 9월 6일 시험 방송 개시.
- 1993년 10월 1일 오전 0시 일본 43번째 , 아이치현 2번째 민영FM방송국으로 개국.
- 2004년 10월 1일 개국 11주년을 맞이해 상호를 주식회사 ZIP-FM로 변경한다.

## 아이치현에 있는 다른 방송국

### 텔레비전 방송국
- NHK 나고야 방송국(라디오 겸영)
- 도카이 TV(THK)(후지 TV계열)
- 주쿄 TV 방송(CTV)(니혼 TV 계열)
- 주부닛폰 방송(CBC)(TV는 도쿄 방송 계열, 라디오는 JRN 계열)
- 나고야 TV 방송(NBN)(TV 아사히 계열)
- TV 아이치(TVA)(TV 도쿄계열, 아이치현만 방송구역)

### 라디오 방송국
- 도카이 라디오 방송(SF)(NRN 계열, 기후현·미에현도 방송구역에 포함)
- FM아이치(JFN 계열, 아이치현만 방송구역)
- Radio NEO(MegaNet 계열)